# ماساشي واكاسا
ماساشي واكاسا (باليابانية: 若狭 大志) (مواليد 24 يوليو 1989)، هو لاعب كرة قدم ياباني سابق كان يلعب كمدافع.

## وصلات خارجية
- ماساشي واكاسا على موقع رابطة كرة القدم اليابانية للمحترفين (اليابانية)
- ماساشي واكاسا على موقع قاعدة بيانات كرة القدم.إي يو (الإنجليزية)
- ماساشي واكاسا على موقع Soccerway.com (الإنجليزية)
- ماساشي واكاسا على موقع عالم كرة القدم.نت (الإنجليزية)